# Michèle Léridon
Pour les articles homonymes, voir Léridon.
Michèle Léridon, née le 10 novembre 1958 à Canteleu et morte le 3 mai 2021 à Paris 18e, est une journaliste française. Elle travaille pendant 37 ans à l'Agence France Presse.
À L'AFP, qu'elle rejoint en 1981, elle a notamment travaillé à la rubrique médias, puis à la rubrique villes-banlieues, avant d’être nommée directrice adjointe du bureau d’Abidjan, puis adjointe du rédacteur en chef Europe-Afrique, cheffe du service des informations sociales, puis directrice de la rédaction, et directrice du bureau de Rome. 
Nommée Directrice de l’Information de l'Agence en 2014 et première femme à accéder à ce poste, Michèle Léridon fait notamment de l’AFP la première agence à s’engager résolument dans la lutte contre la désinformation.  
Elle est membre du Conseil supérieur de l'audiovisuel du 4 février 2019 à sa mort,.
Le Grand Prix du livre de journalisme décerné chaque année aux Assises du journalisme est nommé en son honneur depuis septembre 2021.